# Perigee Aerospace
Perigee Aerospace est une entreprise privée développant et fabricant de lanceurs orbitaux et suborbitaux située à Daejeon, en Corée du Sud. La société a été officiellement créée en 2018, mais se base sur des travaux ayant commencé en 2012 avec le lancement de fusées-sondes,.

## Historique
Fondée en 2012, Perigee Aerospace a commencé par développer et lancer de nombreuses fusées-sondes destinées à la recherche météorologique pour le gouvernement coréen. En 2018 et 2019, la société a reçu deux tours de financement en capital-risque de la part de gros investisseurs sud-coréens, dont Samsung Venture Investments et LB Investment (une filiale de LG) pour soutenir le développement de son lanceur Blue Whale. La société est également soutenue par le KAIST, la principale institution de recherche technique de Corée du Sud.

## Fusées développées

### Blue Whale 0.1
Perigee Aerospace développe une fusée-sonde suborbitale en collaboration avec le KAIST,. Cette fusée-sonde, nommée Blue Whale 0.1 (Baleine Bleue), doit valider les moteurs de la fusée Blue Whale 1. D'une longueur de 3,2 mètres et d'un diamètre de 19 centimètres, elle pèse 51 kilogrammes et brûle un mélange d'éthanol et d'oxygène liquide. Son premier vol a lieu le 29 décembre 2021 mais a été interrompu peu de temps après le décollage en raison de vents forts inattendus, la fusée étant toutefois récupérée.
Le troisième vol de Blue Whale 0.1 a eu lieu le 24 mars 2022 depuis l'Île de Jeju, avec succès.

### Blue Whale 1
La Blue Whale 1 est un micro-lanceur orbital partiellement réutilisable à deux étages en cours de développement,. Lancée depuis une plateforme de lancement maritime basée au centre spatial de Jeju en Corée du Sud, elle peut envoyer jusqu'à 150 kg sur une orbite héliosynchrone à une altitude de 500 km et, dans le cas d'un lancement effectué depuis Esrange, en Suède, 170 kg sur la même orbite. Le vol inaugural était prévu pour juillet 2020, mais a été retardé à plusieurs reprises. Perigee Aerospace espère lancer jusqu'à 40 Blue Whale 1 par an, à un prix inférieur à 3 millions de dollars américains. Le vol inaugural de Blue Whale 1 devrait avoir lieu en 2024.
Blue Whale-1 a une longueur de 21 m et un diamètre de 1.6 m pour une masse totale au décollage d'environ 20 tonnes. Le premier étage est équipé de neuf moteurs Blue 1S alimentés au GNL et au LOX, utilisant un cycle générateur de gaz pour atteindre une Isp de 327 s dans le vide mais envisage d'utiliser une combustion étagée riche en oxydant. Le deuxième étage a le même diamètre et utilise un unique moteur Skyblue brûlant les mêmes ergols, alimenté par pressurisation des réservoirs via de l'hélium, pour atteindre une Isp de 355 s dans le vide.
Reprenant la même solution que la Falcon 9 de SpaceX, seul le premier étage est réutilisable et revient sur Terre, équipé de panneaux cellulaires (guidage) et de pieds d'atterrissage.
Le premier lancement de la fusée Blue Whale-1 est prévu à partir du complexe de lancement orbital de Whaler's Way (en), situé en Australie, proposé par l'entreprise Southern Launch,.